# Scotognapha canaricola
Scotognapha canaricola är en spindelart som först beskrevs av Embrik Strand 1911.  Scotognapha canaricola ingår i släktet Scotognapha och familjen plattbuksspindlar.
Artens utbredningsområde är Kanarieöarna. Inga underarter finns listade i Catalogue of Life.